# Илия Гъсков
Илия (Ило, Ильо) Гъсков е български революционер, деец на Вътрешната македоно-одринска революционна организация.

## Биография
Роден е в леринското село Баница, тогава в Османската империя. Установява се в България, където се включва в македонското освободително движение. В края на 1902 година става четник в ревизионната чета на Тома Давидов и навлиза в Македония. По време на Илинденско-Преображенското въстание през 1903 година е войвода на чета в пункта Каймакчалан – Нидже.